# Bernard Weber

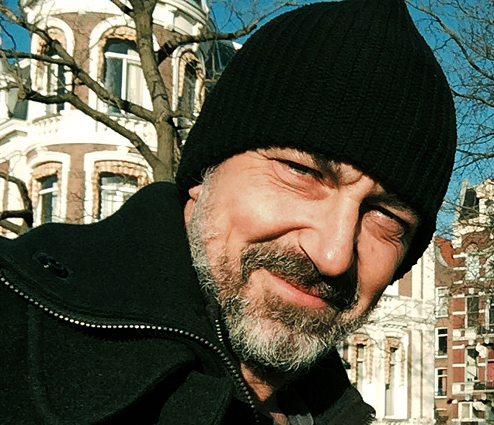
Bernard Weber 2016

Bernard Weber (* 1963 in Genf) ist ein Schweizer Filmemacher und Filmproduzent.

## Biografie
Bernard Weber studierte an der Haute École d'art et de design Genève (damals ESAV; heute HEAD). Für seinen Diplomfilm erhielt er eine Prime de fin d'études der Universität Genf.
Nach dem Studium realisiert Bernard Weber eigene Filme und arbeitet als Assistent, unter anderem für die Insektensaga Microcosmos und Drei Farben: Rot von Krzysztof Kieslowski. Seit 1991 ist er freier Filmschaffender.
Seit 2010 ist Weber Mitglied des Advisory Boards des Cineinstitute in Jacmel, Haiti. Für diese Filmschule ist er als Gastdozent tätig.
Bernard Weber lebt in Zürich und produziert mit seiner Produktionsgesellschaft Artisan Films GmbH Dokumentarfilme.

## Filmografie
- 1989: Alois Camenzind, Klauenschneider (Dokumentarfilm)
- 1993: Tage im Galopp (Dokumentarfilm; co-Regie Tobias Ineichen)
- 1997: Pampa (Kurzspielfilm)
- 2000: Lüthi und Blanc (TV-Serie): 22 Episoden
- 2006: Faustrecht (Dokumentarfilm; co-Regie Robert Müller)
- 2006: Il legal (Kurzspielfilm)
- 2009: Tag & Nacht (TV-Serie, 6 Episoden)
- 2009: Elenas Chance (TV Dokumentarfilm)
- 2010: Normal (Dokumentarfilm)
- 2012: Die Wiesenberger – No Business like Show Business (Dokumentarfilm; co-Regie Martin Schilt)
- 2012: Bergleben (TV Dokumentarfilm)
- 2018: Der Klang der Stimme (Dokumentarfilm)

## Auszeichnungen
- Hauptpreis Internationale Kurzfilmtage Oberhausen für «Alois Camenzind, Klauenschneider»
- Qualitätsprämie des Kantons Genf und Förderungsbeitrag des Kantons Aargau für «Alois Camenzind, Klauenschneider»
- Mention Spéciale du jury Strasbourg International Filmfestival für «Tage im Galopp»
- Pardino d’oro und Preis der Jugendjury Filmfestival Locarno für «Pampa»
- Werkbeitrag des Kantons Luzern für «Pampa»
- Werkbeitrag des Kantons Luzern für «Faustrecht»
- Best feature Film am Bolzano Short Film Festival für «Il legal»
- Publikumspreise der Solothurner Filmtage und Filmfestival Eberswalde für Die Wiesenberger
- Publikumspreis der Solothurner Filmtage für Der Klang der Stimme
- Mencion Especial[1] am Internationalen Dokumentarfilmfestival von Buenos Aires für Der Klang der Stimme